# Kalmunai
Kalmunai är en ort i Sri Lanka.   Den ligger i provinsen Östprovinsen, i den östra delen av landet, 230 km öster om huvudstaden Colombo. Kalmunai ligger 10 meter över havet och antalet invånare är 100 171.
Terrängen runt Kalmunai är mycket platt. Havet är nära Kalmunai åt nordost.  Kalmunai är det största samhället i trakten. Trakten runt Kalmunai består till största delen av jordbruksmark.